# 等正寺 (杉並区)
等正寺（とうしょうじ）は、東京都杉並区にある浄土真宗本願寺派の寺院。

## 概要
1622年（元和8年）、不退院玄証によって開山した。元々は江戸湯島（現・東京都文京区本郷）にあり、東本願寺（真宗大谷派）に属していたが、1759年（宝暦9年）に西本願寺（浄土真宗本願寺派）に所属変更した。本尊の阿弥陀如来は、その時に西本願寺から下付されたものである。
1839年（天保10年）の火災で、寺宝や記録などを失っている。また1923年（大正12年）の関東大震災でも伽藍が焼失する憂き目に遭っている。
1929年（昭和4年）、東京府豊多摩郡井荻町中瀬（現・東京都杉並区清水）に移転し、1943年（昭和18年）に現在地に移転した。

## 交通アクセス
- 三陀羅法師（狂歌師）[2]
- 三代目都々逸坊扇歌[2]。

- 西武新宿線下井草駅より徒歩12分。
- 荻窪駅よりバス(関東バス荻10　下井草駅行き)「永久橋」下車